# Cat Dealers
Cat Dealers é um grupo brasileiro de música eletrônica formada pelos irmãos Pedro Henrique Cardoso (Pedrão) e Luiz Guilherme Cardoso (Lugui) no Rio de Janeiro, de relevância internacional. Ganhou diversos discos de platina, e um de ouro, da Pro-Música Brasil.